# Pictures at an Exhibition (Tomita)
Pictures at an Exibition is een studioalbum van de Japanner Isao Tomita. Het is een bewerking van de Schilderijen van een tentoonstelling van Modest Moessorgski. Tomita bewerkte de origineel voor piano geschreven compositie voor synthesizers en geluidseffecten.  Het album werd destijds door Willem Duys gepromoot in zin radio-uitzendingen. Tomita was destijds zover dat hij allerlei geluiden uit zijn toetsinstrumenten kon halen, terwijl de apparatuur nog lang zo ver niet was. Er zijn bijvoorbeeld zangstemmen te horen (solo en koor), maar bijvoorbeeld de kuikens in hun eieren zijn inderdaad als kuikens te horen. Ook nieuwe opnametechnieken werden toen gebruikt zoals het verschuiven van geluidsklanken tussen de twee stereokanalen. 
Anno 2010 doet het album erg gedateerd aan, de synthesizers en doorgevoerde computerapparatuur zijn sindsdien enorm verbeterd. Het verdelen over de stereokanalen klinkt zelfs voor een album uit 1975 enigszins primitief, dat kon toen al veel geleidelijker en beter; zie de albums van bijvoorbeeld Vangelis uit die tijd.

## Musici
- Isao Tomita - synthesizers

## Tracklist
| Nr. | Titel                                           | Duur |
| --- | ----------------------------------------------- | ---- |
| 1.  | Promenade; The Gnome                            | 4:43 |
| 2.  | Promenade; The Old Castle                       | 6:18 |
| 3.  | Promenade; Tuileries                            | 1:25 |
| 4.  | Bydlo                                           | 3:18 |
| 5.  | Promenade; Ballet of the Chicks in Their Shells | 2:04 |
| 6.  | Samuel Goldberg and Schmuyle                    | 3:05 |
| 7.  | Limoges                                         | 1:12 |
| 8.  | Catacombs                                       | 2:37 |
| 9.  | Cum Mortuis in Lingua Mortua                    | 2:09 |
| 10. | The Hut of Baba Yaga                            | 3:41 |
| 11. | The Great Gate of Kiev                          | 6:21 |